# Viola Spolin
Viola Spolin (Chicago, 7 de noviembre de 1906 – Los Ángeles, 22 de noviembre de 1994) fue una académica, educadora y formadora de teatro estadounidense. Se la considera una importante innovadora en el teatro estadounidense del siglo XX por crear técnicas de dirección para ayudar a los actores a concentrarse en el momento presente y a encontrar opciones para improvisar, como se hace en la vida real. A estos ejercicios de actuación los llamó Theatre Game (Juegos de Teatro) y formaron el primer cuerpo de trabajo que permitió a otros directores y actores crear teatro de improvisación. Su libro Improvisation for the Theater (Improvisación para el teatro), que dio a conocer estas técnicas, incluye su filosofía y sus métodos de enseñanza y formación, y se considera la "biblia del teatro de improvisación". Las contribuciones de Spolin fueron fundamentales para el movimiento del teatro improvisado en los Estados Unidos. Se la considera la madre del teatro improvisado. Su trabajo ha influido en el teatro, la televisión y el cine estadounidenses al proporcionar nuevas herramientas y técnicas que ahora utilizan los actores, directores y escritores.
Spolin influyó en la primera generación de actores de improvisación en The Second City en Chicago entre mediados y finales de la década de 1950 a través de su hijo, Paul Sills. Este último fue el director fundador de Compass Players que fue lo que impulsó la creación de The Second City. Usó las técnicas de su madre en la formación y dirección de la compañía, lo que les permitió crear un teatro de improvisación satírico sobre temas sociales y políticos del momento. Spolin también impartió talleres para actores de The Second City, así como para el público en general. Paul Sills y el éxito de The Second City fueron en gran parte responsables de la popularización del teatro de improvisación, que se hizo más conocido como una forma de comedia llamada "improv" en inglés (improvisación). Muchos actores, escritores y directores surgieron de esa escuela de teatro y tuvieron experiencias formativas actuando y formándose en The Second City. Más adelante se incluye una lista de notables del teatro, la televisión y el cine en los que influyeron Spolin y Sills.
Spolin desarrolló ejercicios de actuación o "juegos" que desataban la creatividad, adaptando el "juego" enfocado para desbloquear la capacidad del individuo para la autoexpresión creativa. El uso de los juegos recreativos en el teatro por parte de Viola Spolin se debe a su experiencia con la Works Progress Administration durante la Gran Depresión, donde estudió con Neva Boyd a partir de 1924. Spolin también impartió clases en Hull House de Jane Addams en Chicago.
Es autora de varios textos sobre improvisación. Su primera obra y la más famosa fue Improvisation for the Theater, publicada por Northwestern University Press. Este libro se ha convertido en un manual básico para actores, directores y profesores de improvisación. Se han publicado tres ediciones en 1963, 1983 y 1999.

## Primeras etapas
Viola Spolin se formó inicialmente para ser trabajadora de asentamientos (de 1924 a 1927), estudiando en la Escuela de Trabajo en Grupo de Neva Boyd en Chicago. La enseñanza innovadora de Boyd en las áreas de liderazgo grupal, recreación y trabajo social en grupo influyó de manera significativa en Spolin, al igual que el uso de estructuras de juegos tradicionales para modificar el comportamiento social en niños inmigrantes y de barrios pobres. Mientras trabajaba como supervisora de teatro para la sucursal de Chicago del proyecto recreativo de la Works Progress Administration (1939-1941), Spolin sintió la necesidad de crear dentro del programa de teatro de la WPA de un sistema de entrenamiento teatral fácil de entender que pudiera traspasar las barreras que la cultura y la etnia generaban en los niños inmigrantes con los que trabajaba.
Según Spolin, las enseñanzas de Boyd proporcionaron "una formación extraordinaria en el uso de juegos, narración de cuentos, danza folclórica y teatro como herramientas para estimular la expresión creativa tanto en niños como en adultos, a través del autodescubrimiento y la experiencia personal". Basándose en la experiencia del trabajo de Boyd, Spolin desarrolló nuevos juegos que se centraban en la creatividad individual, adaptando y enfocando el concepto de juego para desbloquear la capacidad del individuo para la autoexpresión creativa. Estas técnicas se formalizarían más tarde bajo la rúbrica "Juegos de teatro".
Spolin reconocía que se vio influenciada por JL Moreno, creador de las técnicas terapéuticas conocidas como psicodrama y sociodrama. Los ejercicios de Spolin tenían un impacto terapéutico en los jugadores. Se basaba en la idea de Moreno de utilizar las sugerencias de la audiencia como base de una improvisación, lo que se convirtió en un sello distintivo del estilo de improvisación de The Second City y ahora se emplea universalmente en talleres y actuaciones. Ella reforzó y enfatizó la necesidad de que el individuo superara lo que ella llamaba "El Síndrome de Aprobación / Desaprobación", que describía como el artista bloqueando su propia creatividad natural en un esfuerzo por complacer a la audiencia, director, maestro, compañeros o cualquier otra persona.

## Nacimiento de la improvisación estadounidense
En 1946, Spolin fundó la Young Actors Company en Hollywood. Se formaba a niños de seis años en adelante, a través del sistema de Juegos de Teatro, aún en desarrollo, para que aprendieran a actuar. Esta empresa continuó hasta 1955. Spolin regresó a Chicago en 1955 para dirigir para el Playwright's Theatre Club y, posteriormente, para realizar talleres de juegos con los Compass Players, la primera compañía de arte dramático profesional de improvisación del país. Los Compass Players hicieron historia en el teatro en Estados Unidos. Comenzaron en la trastienda de un bar cerca del campus de la Universidad de Chicago en el verano de 1955 y de este grupo nació una nueva forma: el teatro de improvisación. Se dice que crearon un tipo de comedia radicalmente nuevo. "No pensaban ser graciosos ni cambiar el rumbo de la comedia", escribe Janet Coleman. "Pero fue lo que pasó."
Entre 1960 y 1965, todavía en Chicago, trabajó con su hijo Paul Sills como directora del taller de The Second City Company y continuó enseñando y desarrollando la teoría y la práctica de los Juegos de Teatro. Como consecuencia de este trabajo, publicó Improvisation for the Theater, que consta de aproximadamente 220 juegos y ejercicios. Se ha convertido en un texto de referencia para profesores de actuación, así como para educadores de otros campos.
A principios de la década de 1960 Viola Spolin contrató a una asistente y protegida, Josephine Forsberg, para que la ayudara con sus talleres en Second City, así como con el proyecto de teatro infantil que se hacía allí los fines de semana. Viola Spolin finalmente dejó tanto el espectáculo infantil como las clases de improvisación a Forsberg, que continuó enseñando el trabajo de Spolin en Second City desde mediados de la década de 1960, lo que llevó a Forsberg a la creación de su propia escuela de improvisación, Players Workshop en 1971, así como la Improv Olympic y el Second City Training Center en la década de 1980, todos ellos proyectos basados en el trabajo de Spolin.
En 1965, con Sills y otros, Spolin cofundó el Game Theatre en Chicago, y aproximadamente al mismo tiempo organizó una pequeña escuela primaria cooperativa (llamada Playroom School y más adelante Parents School) con Sills y otras familias también en el área de Chicago. El teatro y las clases de la escuela buscaban que el público participara directamente en los Theater Games, eliminando así de facto la separación convencional entre actores de improvisación teatral y público. Este experimento teatral tuvo un éxito limitado y se cerró después de solo unos meses, pero la escuela continuó trabajando con esas técnicas, junto con un plan ordinario de estudios de primaria, hasta bien entrada la década de 1970.

## Trabajo adicional
En 1970 y 1971 Spolin trabajó como consultora especial para producciones de Sills 'Story Theatre en Los Ángeles, Nueva York y en televisión. En la Costa Oeste de los Estados Unidos, dirigió talleres para los elencos de los programas de televisión, Rhoda y Paul Sand in Friends and Lovers, y apareció como actriz en la película Alex in Wonderland (1970) de Paul Mazursky. En noviembre de 1975 se publicó "The Theatre Game File". Ella lo diseñó para compartir su particular enfoque de enseñanza y aprendizaje con los maestros. En 1976, estableció el Spolin Theatre Game Center en Hollywood, para formar profesores de Theatre Games, siendo su directora artística. En 1979 la nombraron Doctora Honoris Causa de la Eastern Michigan University y hasta la década de 1990 continuó enseñando en el Theatre Game Center. En 1985 se publicó su libro, Theatre Games for Rehearsal: A Director's Handbook .

## Los juegos de Spolin
Los Theater Games (juegos teatrales) de Spolin transforman la enseñanza de habilidades y técnicas de actuación en ejercicios con forma de juego. Cada "juego de teatro" está estructurado para brindar a los jugadores un enfoque específico o un problema técnico a tener en cuenta durante el juego, como por ejemplo mantener la vista en la pelota en un juego de pelota. Estas estructuras operativas sencillas enseñan técnicas y convenciones teatrales complicadas. Al jugar, los jugadores aprenden la habilidad, manteniendo su atención en el juego, en lugar de caer en la timidez o tratar de imaginar buenas ideas, de tipo intelectual. El objetivo de darle al actor algo en lo que enfocarse es ayudarlo a estar en el momento presente, como un mantra en la meditación. En este estado lúdico y activo, el jugador recibe destellos de elecciones intuitivas e inspiradas que surgen de forma espontánea. El enfocarse en el juego mantiene la mente ocupada en el momento de crear o jugar, en lugar de estar pensando antes de actuar, comparando o juzgando sus elecciones en la improvisación. Los ejercicios son, como ha escrito un crítico, "estructuras diseñadas para casi engañar a la espontaneidad".

Spolin creía que todas las personas pueden aprender a actuar y expresarse de forma creativa. Al comienzo de su libro Improvisation for the Theather (Improvisación para el teatro), escribió:
Cualquiera puede actuar. Cualquiera puede improvisar. Cualquiera que lo desee puede actuar en el teatro y aprender a ser 'digno de un escenario'.

 Aprendemos a través de la experiencia y de experimentar, y nadie le enseña nada a nadie. Esto es tan cierto para un bebé que pasa de arrastrarse y gatear a caminar como para el científico con sus ecuaciones.

 Si el entorno lo permite, cualquiera puede aprender lo que quiera aprender; y si el individuo lo permite, el entorno le enseñará todo lo que tiene que enseñar. El 'talento' o la 'falta de talento' tienen poco que ver con eso.

## El trabajo de Spolin con los niños
Viola Spolin comenzó a trabajar con niños desde el inicio de su carrera. Aparte de su trabajo con The Parent's School, Spolin usó sus juegos de teatro como forma de ayudar a desarrollar la confianza creativa en niños con problemas, así como en niños actores y niños que solo querían divertirse improvisando. Spolin colaboró durante muchos años con la Hull House de Jane Adam, así como con otros lugares donde ella y sus profesores ayudantes impartían talleres de improvisación a niños.
Spolin también dirigió numerosos espectáculos para niños, incluida una producción en Playwights a mediados de la década de 1950. Poco después de que Second City abriera sus puertas en 1959, Spolin comenzó a organizar espectáculos para niños los fines de semana. Durante los espectáculos infantiles de Spolin, los niños del público subían al escenario para hacer Theatre Games con el elenco. A mediados de la década de 1960, Spolin cedió el espectáculo para niños (junto con sus clases de improvisación) a su protegida y asistente, Josephine Forsberg, quien lo rebautizó como The Children's Theatre of the Second City y continuó produciendo y dirigiendo hasta 1997, utilizando los juegos de improvisación de participación de la audiencia de Viola Spolin después de cada actuación.